# Lauriane
Lauriane est un prénom féminin. Laurentius, dérivé de laurus (laurier), signifiant celui qui porte le laurier, en référence à la couronne de laurier dont on coiffait la tête des poètes et généraux victorieux à l'époque romaine. Par la suite, dans la chrétienté, il représente la victoire de la nouvelle religion sur le paganisme.

## Prénom
Lauriane (Laurianne) est le féminin de Laurian, un prénom masculin peu usité. Les Lauriane et Laurian sont fêtés le 10 août (jour de la Saint-Laurent).
Il existe d'autres variantes de ce prénom féminin : Lauriana, Laurianna, Laurie-Anne, Laurie-Ann, Lauryane, Laury-Ann, Laury-Anne, Lauryanne, Loriana, Loriane, Lorianne, Loryane, Loryanne.

### Origine
Le prénom, issu de saint Laurian († 544) a peut-être des origines orientales.

### Les personnes célèbres portant ce prénom avec 1 «n»
- Lauriane Gilliéron
- Lauriane Lamperim
- Lauriane Rougeau
- Lauriane Sallin
- Lauriane Truchetet
- Pour l'ensemble des articles sur les personnes portant ce prénom, consulter :
  - la liste des articles dont le titre commence par ce prénom
  - les listes produites par Wikidata : Liste des personnes de prénom « Lauriane » — même liste en incluant les éventuels prénoms composés qui contiennent « Lauriane ».

### Les personnes célèbres portant ce prénom avec 2 «n»
- Laurianne Rossi
- Laurianne Deniaud
- Laurianne Delabarre
- Laurianne Deslauriers
- Laurianne Van Landeghem
- Pour l'ensemble des articles sur les personnes portant ce prénom, consulter :
  - la liste des articles dont le titre commence par ce prénom
  - les listes produites par Wikidata : Liste des personnes de prénom « Lauriane » — même liste en incluant les éventuels prénoms composés qui contiennent « Lauriane ».

### Arts et culture
- Lauriane de Beuvre, personnage littéraire et de fiction,  inspirée du roman de George Sand, Les Beaux Messieurs de Bois-Doré paru en 1858.